# Hadrianus III
Hadrianus III, född i Rom, död i september 885 i San Cesario sul Panaro (Modena), var påve från den 17 maj 884 till sin död, september 885. Sedan 1891 är han ett helgon i katolska kyrkan, med festdag 8 juli.

## Biografi
Agapito var född i Rom och tillhörde en släkt som var grevar av Tusculum. Hans far var Benedetto magnus tusculanus dux et comes, som i sin tur var son till Alberiko, marchio et consul tusculanus princeps potentissimus, påve Hadrianus I:s bror. 
Han valdes till påve den 17 maj 884, men hans pontifikat var mycket kortvarigt. Han avled redan sommaren året därefter under en resa till Worms, där han skulle träffa Karl den tjocke för att stabilisera tronföljdsordningen i Heliga romerska riket av tysk nation och för att överlägga om det framryckande hotet från saracenerna. Han begravdes i klostret i Nonantula i närheten av Modena, där han allt sedan han vördats som helgon. År 1210 fick abboten i klostret tillåtelse av påve Innocentius III att uppföra en kyrka åt Hadrianus reliker. Kyrkan Sant'Adriano stod färdig först 1568.
Påve Leo XIII beslutade att prästerna i Rom och Modena skulle hålla mässa för honom den 7 september. Den lokala kulten firar honom i stället den 8 juli.